# Штрюмпель, Людвиг
Людвиг Штрюмпель (нем. Ludwig Adolf Heinrich Strümpell; 28 июня 1812, Шёппенштедт, Германия — 18 мая 1899, Лейпциг) — немецкий философ и педагог.
Учился в Кенигсбергском университете (1831—1833), где слушал лекции Иоганна Фридриха Гербарта и написал под его руководством сочинение «De methodo philosophica»; посеща также лекции в Боннском, в Лейпцигском и в Берлинском университетах.
С 1835 по 1844 год он был наставником детей графа Медема в Курляндской губернии. 
В январе 1843 года защитил в Дерптском университете диссертацию «De summi boni natione, qualum proposuit Schleiermacherus dissertatio» и занял должность приват-доцента философии в Дерптском университете; с 1845 года — экстраординарный профессор, с 1849 года — ординарный профессор. 
С 1871 года — профессор Лейпцигского университета.
Его сын Адольф фон Штрюмпель (1853—1925) — известный немецкий невролог.